# リビング70
リビング70（りびんぐななじゅう）は元チェリーズの八木正幸とリビング藤山の二人組みお笑いコンビ。2007年結成。

## エピソード
- 八木がかつて同居していた元まじかるずの藤代達生の高校時代の同級生である藤山と、藤代の死後交流を深め結成された。
- コンビ名の由来は、八木がチェリーズ結成当時住んでいた東京都杉並区にあるアパート名から。
- チェリーズ時代はほとんど下ネタをやらなかった八木だが、マグナム北斗のトークライブには変態キャラとして出演している。
- 2012年八木が福井県へ転居、解散はしていないが事実上コンビでの活動は停止状態となっている。

## 主な出演ライブ・イベント
- お笑いセメントマッチ
- 三者・生き方フェスティバル
- 三者・ファミリーのつどい
- 滝上がりライブ
- マグナム北斗の『与太話』（八木のみ出演）
- ジュピタライズ（八木のみ出演）

## 関連人物
- まじかるず
- 堀井祥明
- ベン村さ来
- マグナム北斗